# Dreetz (Brandeburgo)
Dreetz es un municipio situado en el distrito de Prignitz Oriental-Ruppin, en el estado federado de Brandeburgo (Alemania), a una altitud de 30 metros. Su población a finales de 2016 era de unos 1100 habs. y su densidad poblacional, 18 hab/km².